# Liste der Gebietsänderungen in Sachsen-Anhalt 2001
Die Liste der Gebietsänderungen in Sachsen-Anhalt 2001 enthält Änderungen an Gemeindegebieten des Landes Sachsen-Anhalt in der Zeit vom 1. Januar 2001 bis zum 31. Dezember 2001. Dazu zählen unter anderem Zusammenschlüsse und Trennungen von Gemeinden, Eingliederungen von Gemeinden in eine andere, Änderungen des Gemeindenamens und Umgliederungen von Teilen einer Gemeinde in eine andere.

## Legende
- Datum: juristisches Wirkungsdatum der Gebietsänderung
- Gemeinde vor der Änderung: Gemeinde vor der Gebietsänderung
- Gebietsänderung: Art der Gebietsänderung
- Gemeinde nach der Änderung: Gemeinde nach der Gebietsänderung
- Landkreis: Landkreis der Gemeinde nach der Gebietsänderung

Die Sortierung erfolgt chronologisch: Datum, kreisfreie Städte, Landkreise, aufnehmende oder neu gebildete Gemeinde. Heute noch bestehende Gemeinden sind farbig unterlegt.

## Liste
| Datum      | Gemeinde vor der Änderung                                                               | Maßnahme        | Gemeinde nach der Änderung | Landkreis       |
| ---------- | --------------------------------------------------------------------------------------- | --------------- | -------------------------- | --------------- |
| 01.01.2001 | Großalsleben Krottorf                                                                   | Eingliederung   | Gröningen                  | Bördekreis      |
| 01.01.2001 | Streetz                                                                                 | Eingliederung   | Roßlau (Elbe)              | Anhalt-Zerbst   |
| 01.04.2001 | Beyendorf                                                                               | Eingliederung   | Magdeburg                  | –               |
| 01.04.2001 | Altenweddingen Bahrendorf Dodendorf Langenweddingen Osterweddingen Schwaneberg Sülldorf | Zusammenschluss | Sülzetal                   | Bördekreis      |
| 01.05.2001 | Rodersdorf                                                                              | Eingliederung   | Wegeleben                  | Halberstadt     |
| 01.09.2001 | Bergzow Derben Ferchland Güsen Hohenseeden Parey Zerben                                 | Zusammenschluss | Elbe-Parey                 | Jerichower Land |